# 패트릭 기어리

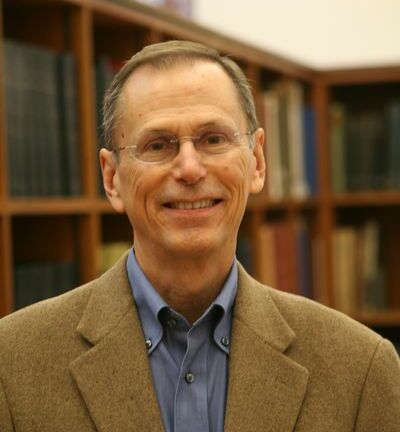
패트릭 기어리

패트릭 J. 기어리(Patrick J. Geary, 1948년 9월 26일~)는 미국의 중세 사학자로 그의 주요 연구 분야는 약 500년부터 약 1100년까지의 초기 중세 시대다.  미시시피주 잭슨에서 태어났고 2004년부터 2011년까지 캘리포니아 대학교 로스앤젤레스에서 명예 교수를 역임했고 현재는 프린스턴 고등연구소에서 명예 교수로 재임하고 있다. 그의 주요 저서에는 '메로빙거 세계-한 뿌리에서 나온 프랑스와 독일'이 있다.